# Ferrovia Kitakinki Tango
La Ferrovia Kitakinki Tango (北近畿タンゴ鉄道?, Kitakinki Tango Tetsudō) (KTR) è una compagnia ferroviaria giapponese di categoria 3 con sede nella città di Miyazu, prefettura di Kyoto.
Il nome dell'azienda si riferisce alla regione in cui è ubicata l'azienda. Kitakinki (北近畿?) si riferisce alla parte settentrionale (Kita?, 北, Nord) della regione Kinki (近畿?), Tango (タンゴ?), si riferisce all'antica provincia giapponese Tango.

## Storia
Nel 1982, la società fu costituita come Miyafuku Railway (宮福鉄道?, Miyafuku Tetsudō) allo scopo di costruire e gestire la linea Miyafuku, la cui costruzione fu sospesa a causa delle difficoltà finanziarie delle Ferrovie Nazionali Giapponesi (JNR). La linea Miyafuku fu completata nel 1988. Nello stesso anno, i governi locali selezionarono la società come gestore dell'esistente linea Miyazu, che sarebbe stata separata dalla West Japan Railway Company (JR West) nel 1990. Il 16 marzo 1996 entrambe le linee vengono elettrificate. In seguito alla crisi del settore, gli investitori, tra cui il governo della prefettura di Kyoto, decisero di cedere la gestione dei treni ad una società separata, mentre avrebbe mantenuto la gestione delle strutture ferroviarie. Dal 1° aprile 2015, l'attività di esercizio ferroviario della linea Miyafuku e della linea Miyazu è stata trasferita a WILLER TRAINS, una controllata di WILLER ALLIANCE (attualmente WILLER). La WILLER TRAINS, sotto il nome di Ferrovia Kyoto Tango, diventa un operatore ferroviario di categoria 2 mentre KTR è diventata un operatore ferroviario di categoria 3.

## Linee ferroviarie
KTR è rimasta proprietaria del materiale rotabile e dei binari delle seguenti due linee ferroviarie regionali:
- Linea Miyafuku (nella prefettura di Kyoto, 30,4 km)
- Linea Miyazu (nella prefettura di Kyoto e nella prefettura di Hyōgo, 83,6 km)

## Materiale rotabile
Il materiale rotabile è di proprietà di KTR e gestito da WILLER TRAINS.
Tutto il materiale rotabile è diesel. L'intera linea di Miyafuku e la linea di Miyazu (linea di Miyatoyo) tra la stazione di Miyazu e la stazione di Amanohashidate sono elettrificate, ma solo i treni della West Japan Railway (JR West), come le serie 113, 287 e 289, vengono utilizzati su questa sezione.
Treni espressi
- Serie KTR001 - vettura a 3 vagoni di tipo espresso, attualmente per treni occasionali.
- Serie KTR8000 - Treni espressi limitati a 2 carrozze. Utilizzata per i treni espressi limitati Hashidate, Maizuru e Tango Relay, nonché per alcuni treni rapidi.
- Serie KTR 8500 - quattro treni diesel della serie Kiha 85 della Tokai (JR Central) sono stati acquistati nel 2023 e sono stati utilizzati principalmente sui treni espressi limitati del sabato e della domenica “Tango Relay” dalla revisione dell'orario del 16 marzo 2024.

Treni locali
- Serie MF100 - introdotte all'apertura dal predecessore della KTR, la Miyafuku Railway, queste vetture sono utilizzate principalmente sulla linea Miyafuku.
- KTR700 e KTR800 - introdotti quando KTR ha rilevato la linea Miyazu (linea Miyamai e linea Miyatoyo); il KTR700 è dotato di toilette, il KTR800 no; alcuni dei KTR700 sono diventati treni turistici “Akamatsu”, “Aomatsu” e “Kuromatsu”.
- Serie KTR300 - successore delle classi MF100 e MF200, cinque vetture sono state introdotte entro il 2022.

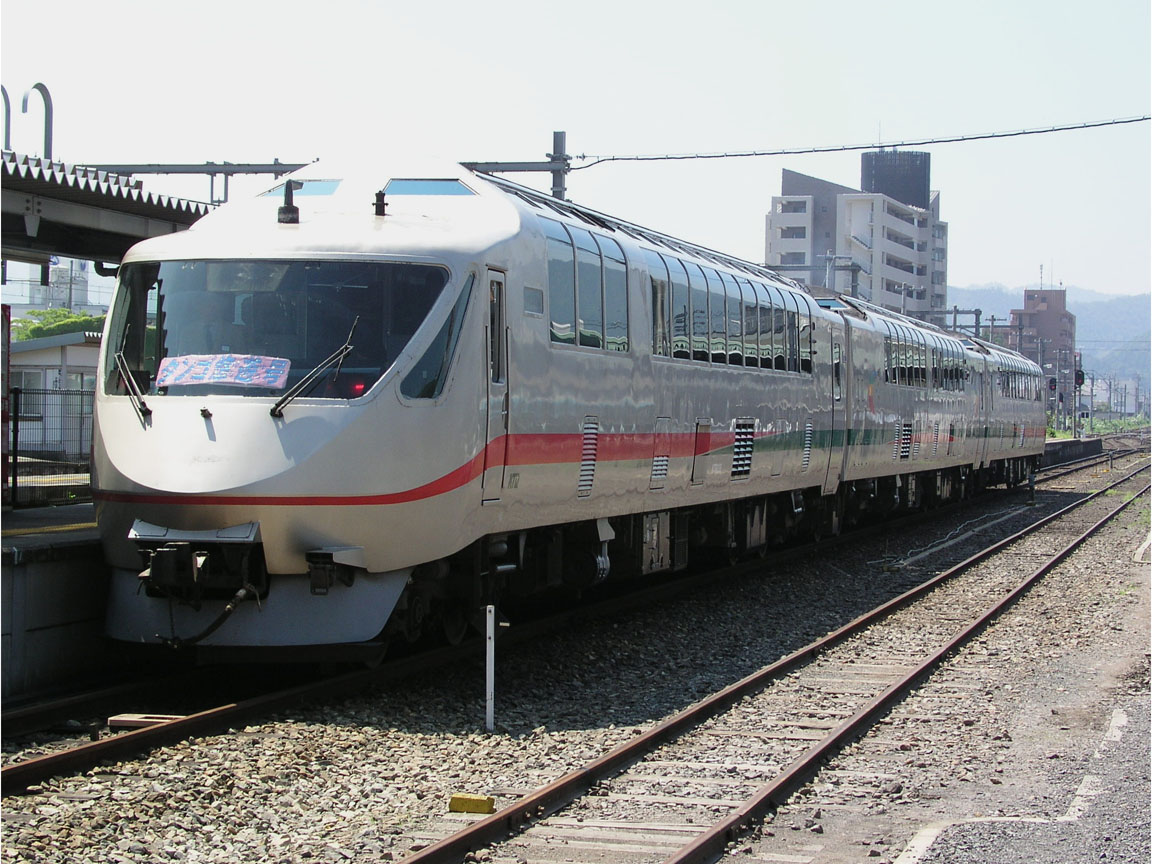
Serie KTR001
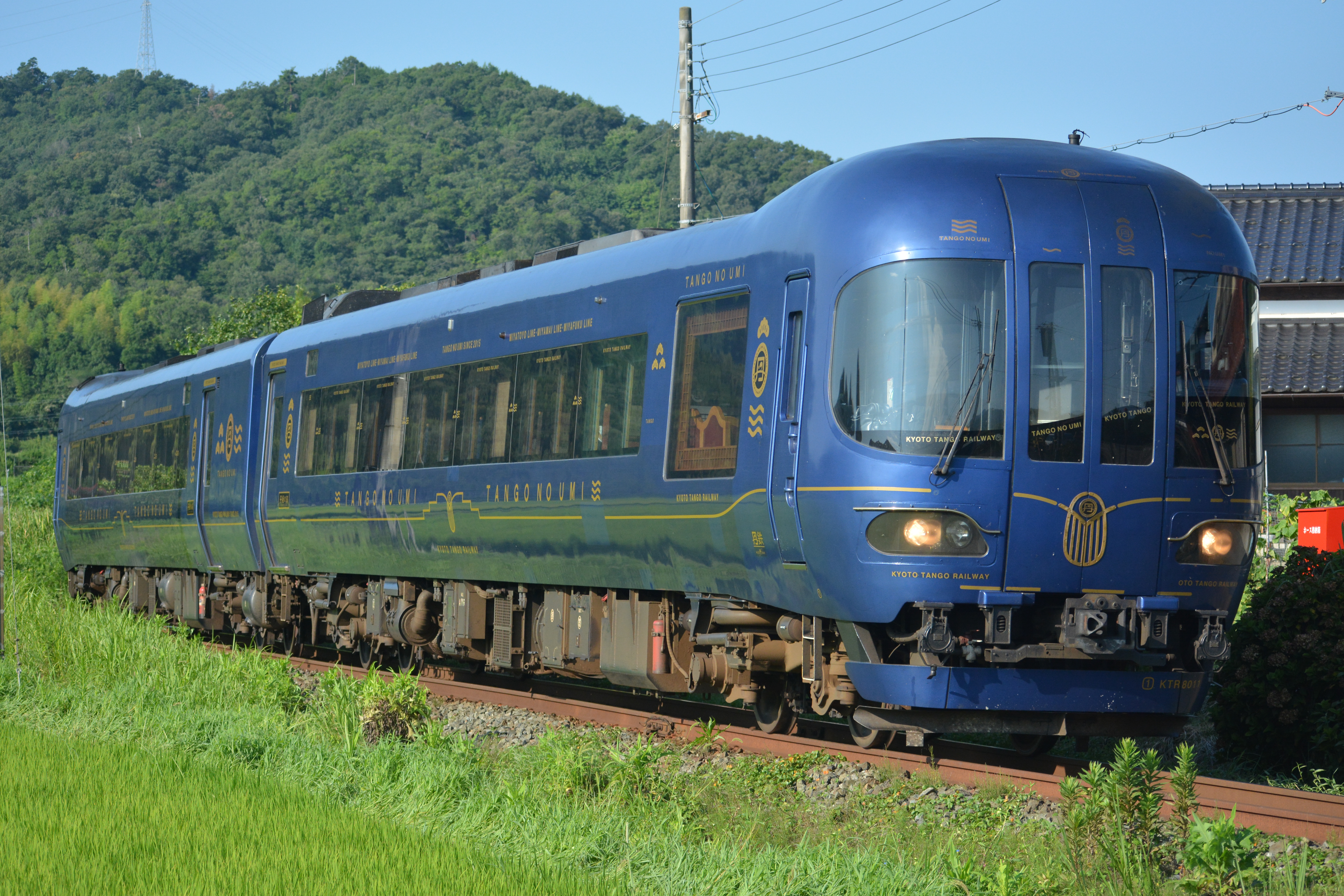
Serie KTR8000
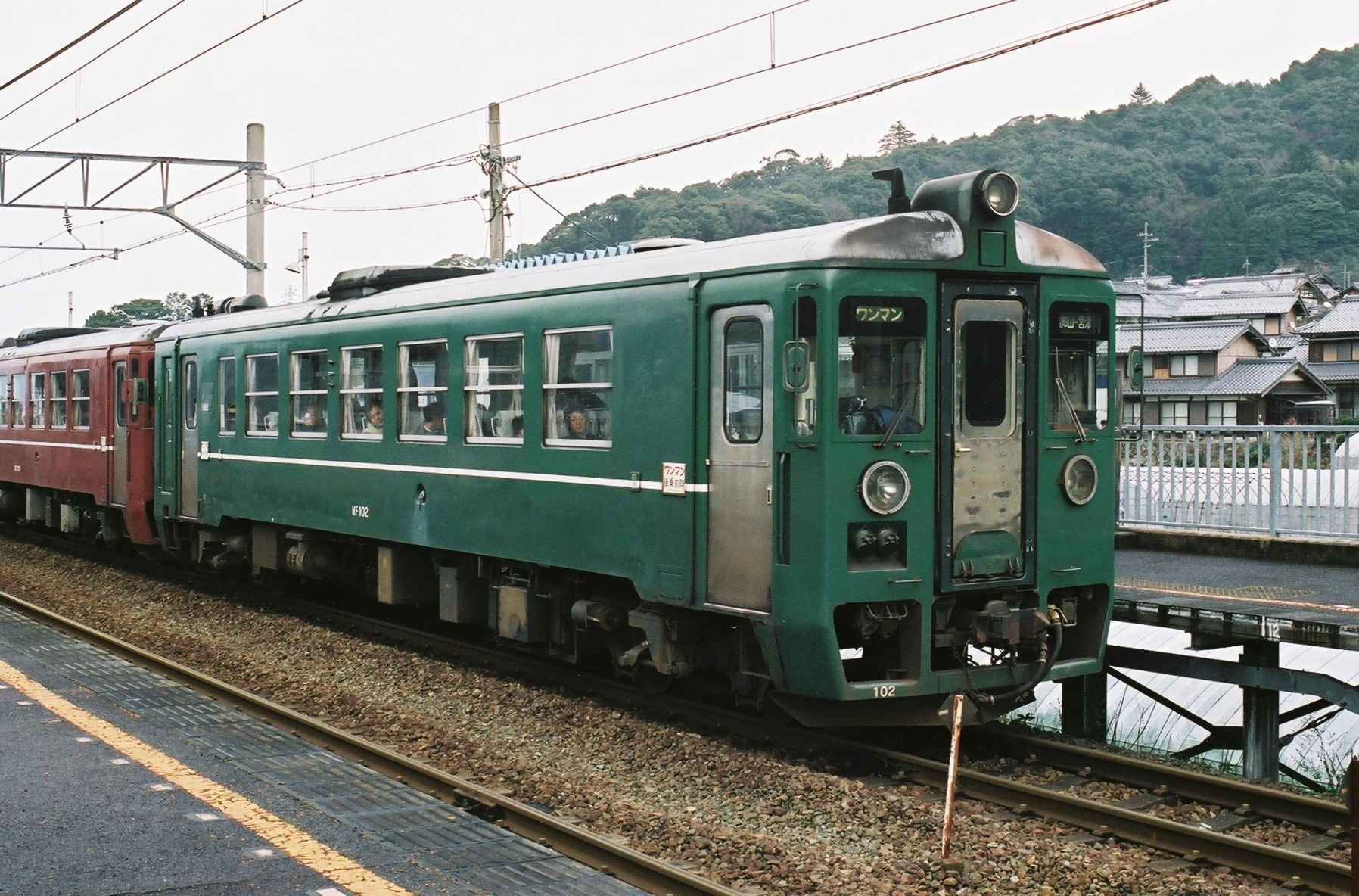
Serie MF100
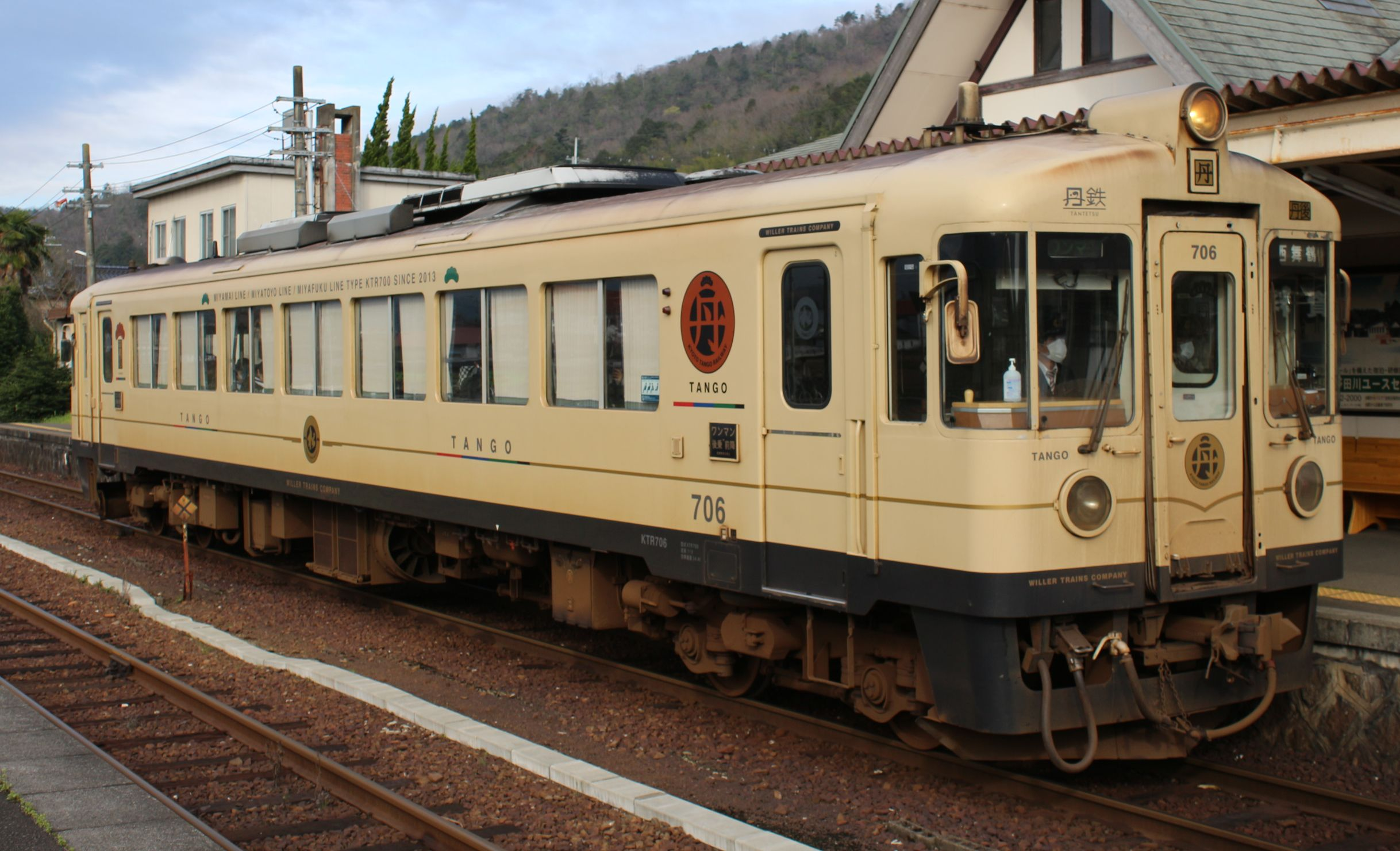
Serie KTR700
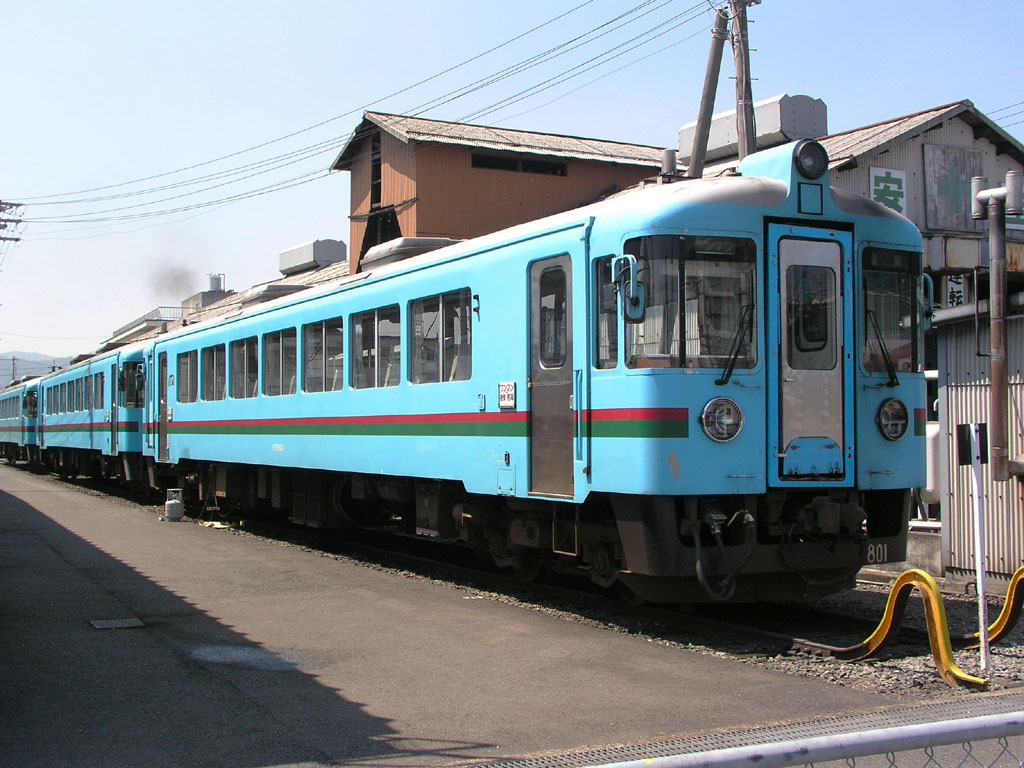
Serie KTR800
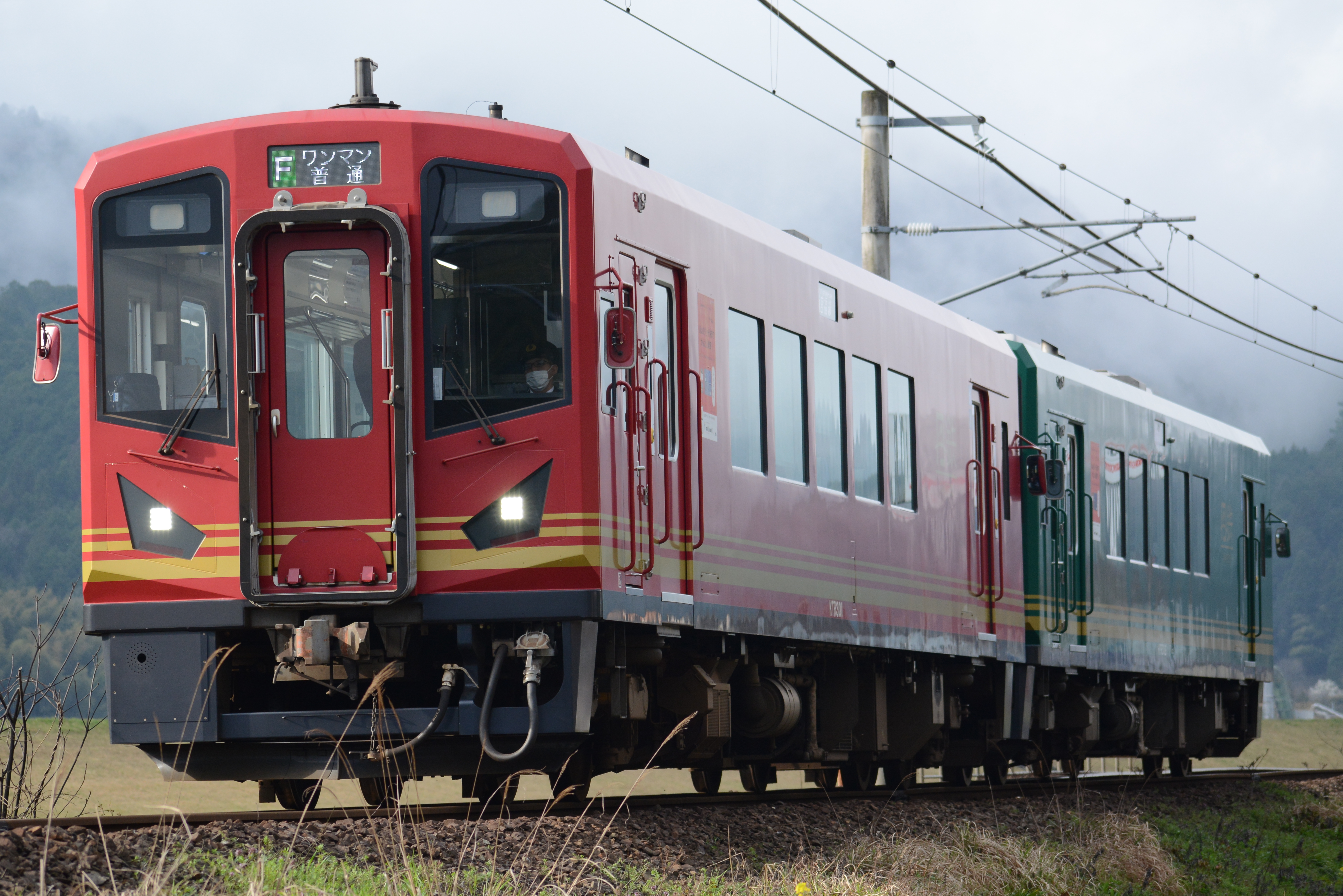
Serie KTR300